# فلاویو امولی
فلاویو امولی (به ایتالیایی: Flavio Emoli) بازیکن فوتبال و اهل ایتالیا بود که از سال ۱۹۵۸ میلادی عضو تیم ملی فوتبال ایتالیا بود و در ۱ بازی ملی حضور داشت. او در بازی‌های ملی‌اش گلی به ثمر نرساند.
فلاویو امولی آخرین بازی ملی خود را در سال ۱۹۵۸ میلادی انجام داد.